# Parastivalius novaeguinae
Parastivalius novaeguinae är en loppart som först beskrevs av Rothschild 1904.  Parastivalius novaeguinae ingår i släktet Parastivalius och familjen Stivaliidae. Inga underarter finns listade i Catalogue of Life.